# Kanica
Kanica – wieś w Chorwacji, w żupanii szybenicko-knińskiej, w gminie Rogoznica. W 2011 roku liczyła 129 mieszkańców.